# Encyklopedia fizyki współczesnej
Encyklopedia fizyki współczesnej – jednotomowa, polska encyklopedia fizyczna wydana w 1983 r. przez Państwowe Wydawnictwo Naukowe.

## Opis
Zawiera ówczesną wiedzę ogólną z fizyki na poziomie szkoły średniej. Stanowi uzupełnienie trzytomowej Encyklopedii fizyki, wydanej również przez Państwowe Wydawnictwo Naukowe w latach 1972–1974. Pomysł na wydanie jej pojawił się w 1973 r. PWN rozpisał wśród kilkudziesięciu naukowców z dziedziny fizyki ankietę, na podstawie której określono zawartość tematyczną. Artykuły powstawały przez kilka lat i były kilka razy uaktualniane, żeby przedstawiać bieżący stan wiedzy. Układ treści jest odmienny od typowego dla encyklopedii alfabetycznego uporządkowania haseł, gdyż Encyklopedia fizyki współczesnej podzielona jest na działy tematyczne, wewnątrz których poszczególne zagadnienia opisane są w porządku merytorycznym. Działy tematyczne uszeregowane są od obiektów najprostszych i najmniejszych po najbardziej złożone i największe. 
Teksty ukończono w 1979. Podpisanie do druku nastąpiło w lipcu 1982, a druk ukończono w styczniu 1983.

## Redakcja
Zawartość encyklopedii opracowała Redakcja Nauk Matematyczno-Fizycznych i Techniki Zespołu Encyklopedii i Słowników PWN. Przewodniczącym komitetu naukowego był Andrzej Kajetan Wróblewski, a redaktorami naukowymi byli:
- Piotr Decowski
- Marian Grynberg
- Bronisław Kuchowicz
- Jerzy Prochorow
- Adam Kujawski
- Ewa Skrzypczak
- Antoni Śliwiński
- Jarosław Świderski
- Zygmunt Trzaska-Durski
- Kazimierz Wierzchowski.

## Autorzy
Hasła napisało 103 autorów, m.in.:

- Tadeusz Bartczak
- Grzegorz Białkowski
- Jerzy Czerwonko
- Marek Demiański
- Jerzy Dera
- Czesław Druet
- Zbigniew Fajklewicz
- Magdalena Fikus
- Leszek Filipczyński
- Robert Gałązka
- Waldemar Gorzkowski
- Andrzej Graja
- Michał Heller
- Andrzej Hrynkiewicz
- Krzysztof Kędzior
- Wojciech Kopczyński
- Zofia Kosturkiewicz
- Marcin Kubiak
- Adam Kujawski
- Bogumił Linde
- Ignacy Malecki
- Adam Morecki
- Jerzy Pniewski
- Stanisław Przestalski
- Michał Różyczka
- Marek Sadowski
- Tadeusz Skaliński
- Ewa Skrzypczak
- Adam Sobiczewski
- Ryszard Sosnowski
- Jan Stankowski
- Andrzej Staruszkiewicz
- Kazimierz Stępień
- Andrzej Szymacha
- Zdzisław Szymański
- Henryk Szymczak
- Antoni Śliwiński
- Jarosław Świderski
- Michał Święcki
- Józef Werle
- Andrzej Wernik
- Kazimierz Wierzchowski
- Janusz Zakrzewski
- Kazimierz Zakrzewski

## Dane techniczne
Encyklopedię wydrukowały Zakłady Graficzne „Dom Słowa Polskiego” w Warszawie. Nakład wyniósł 59 750 + 250 egzemplarzy. Tom zawierał 1071 stron, w tym 56 stron czarno-białych zdjęć i ilustracji oraz 8 stron ilustracji kolorowych.